# Boroneddu
Boroneddu (sardinski: Boronèddu) je grad i općina (comune) u pokrajini Oristanu u regiji Sardiniji, Italija. Nalazi se na nadmorskoj visini od 206 metara i ima 149 stanovnika.
 Prostire se na 4,59 km². Gustoća naseljenosti je 32 st/km².
Susjedne općine su: Ardauli, Ghilarza, Neoneli, Nughedu Santa Vittoria, Soddì, Sorradile, Tadasuni i Ula Tirso.